# Amor y Dolor (Vampiro)

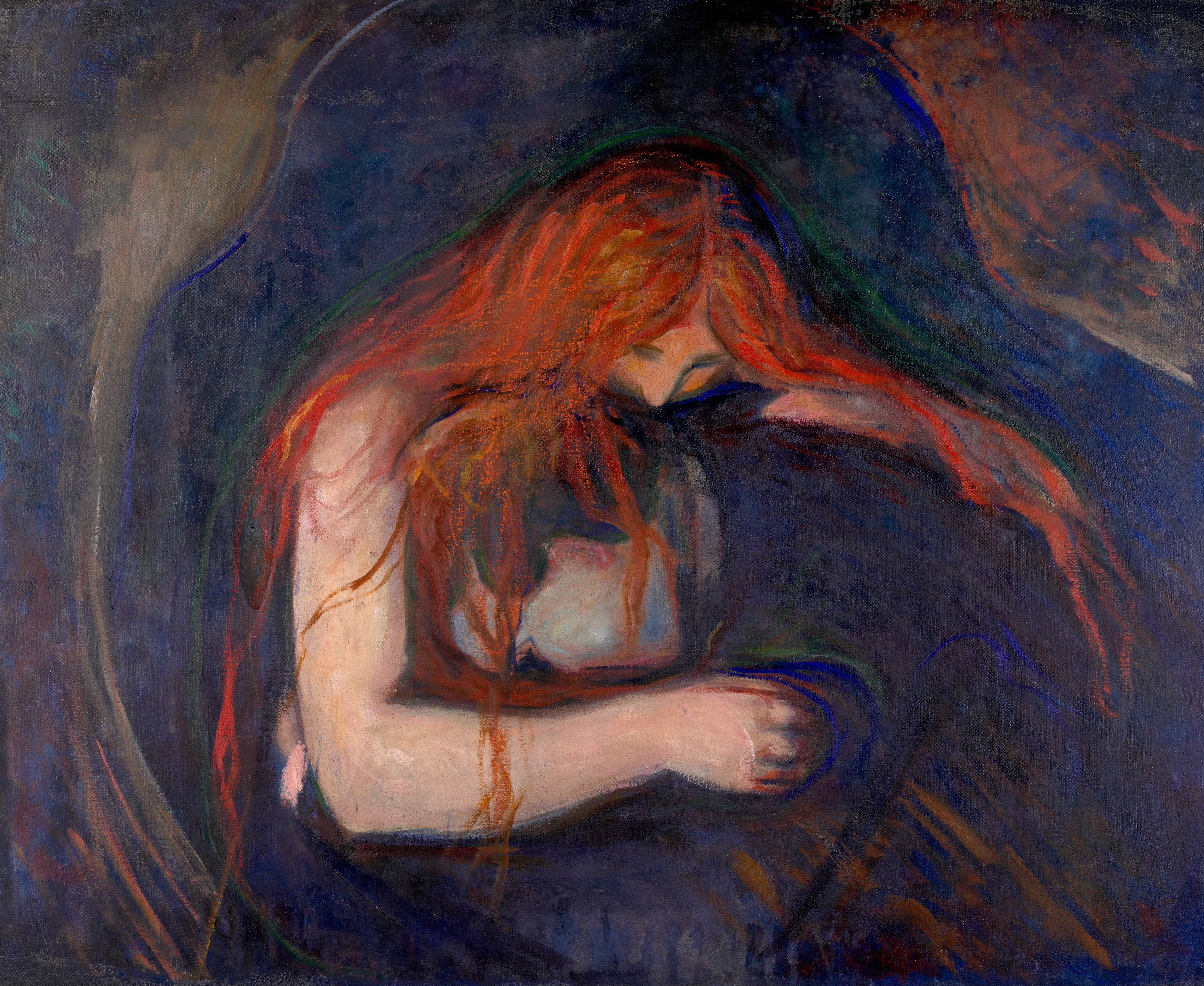
Amor y dolor (1895) por Edvard Munch.

Amor y dolor es una pintura de Edvard Munch, también a menudo denominada Vampiro, aunque no por Munch. El artista pintó seis versiones diferentes del tema en el periodo 1893-1895; tres versiones se encuentran en el Museo Munch de Oslo, otra en el Museo de Bellas Artes de Gotemburgo, otra está en posesión de un coleccionista privado y la última no es tomada en cuenta. También pintó varias versiones y derivados durante su carrera posterior.
La pintura muestra una mujer con largos cabellos rojos besando a un hombre en el cuello, mientras la pareja se abraza. A pesar de que muchos han visto en ello a «un hombre encerrado en el abrazo torturado de un vampiro, el lacio cabello rojo cayendo sobre la suave piel desnuda», Munch siempre reclamó que no mostraba nada más que «una mujer besando a un hombre en el cuello».
La pintura fue llamada Vampiro primero por un amigo de Munch, el crítico Stanisław Przybyszewski. Przybyszewski vio la pintura en exposición y la describió como «un hombre que se ha vuelto sumiso y, en su cuello, la cara de un vampiro que muerde».
Una versión de la pintura fue robada del Museo Munch el 23 de febrero de 1988. Fue recuperada más tarde el mismo año, cuándo el ladrón contactó con la policía.
En 2008, en una subasta de Sotheby's, una versión de 1894 de la pintura fue vendida por 38,2 millones de dólares y estableció el récord mundial en subasta de una pintura de Munch.
En 1895, Munch creó una xilografía con tema y composición muy similares, conocida como Vampyr II.

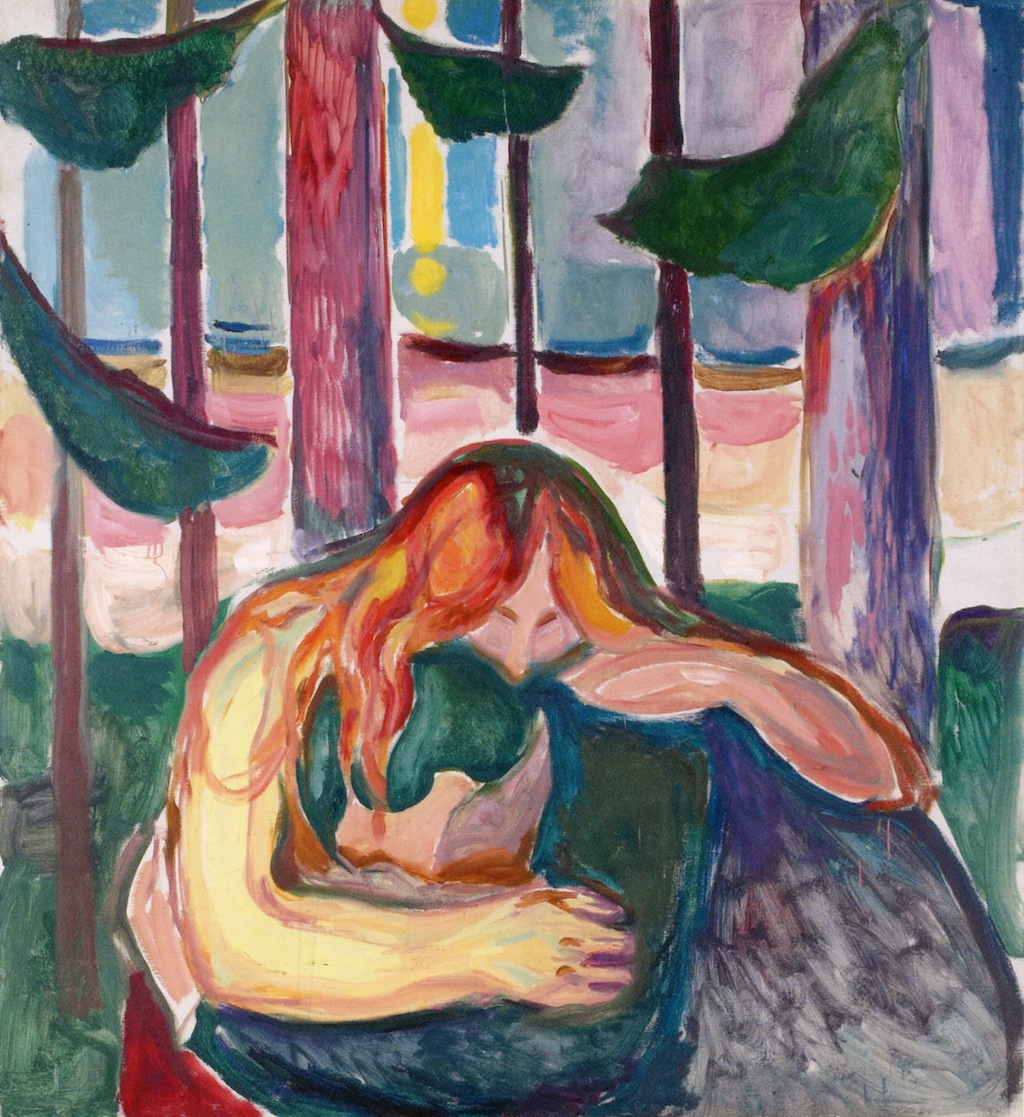
Vampiro en el bosque por Edvard Munch, 1916-1918.

Entre 1916 y 1918, Munch reutilizó la composición en un escenario diferente para dos pinturas: Vampiro en el bosque y Vampiro, actualmente en la colección del Museo Munch.